# Camper Van Beethoven
I Camper Van Beethoven sono un gruppo alternative rock statunitense formatosi a Redlands in California nel 1983.
L'eclettismo e lo sperimentalismo del gruppo li ha portati a mischiare molti generi musicali tra loro come pop, ska, punk rock, folk e alternative country con accenni di world music con il risultato di avere album molto diversi tra loro.

## Storia del gruppo
Nati come gruppo hardcore punk divennero catalizzatori della scena della regione californiana dell'Inland Empire prima di trasferirsi a Santa Cruz.
I membri fondatori sono stati David Lowery (voce e basso poi chitarra) ed il polistrumentista Chris Molla, si aggiungono in seguito Victor Krummenacher al basso, il violinista/tastierista Jonathan Segel ed Anthony Guess (batteria).
Pubblicano il primo album Telephone Free Landslide Victory nel 1985 miscela di folk-punk-pop, ritmi ska, accenni di spaghetti western condito da una buona dose di umorismo. Dal disco viene estratto il singolo Take the Skinheads Bowling che ottiene un buon successo.
Si aggiungono al gruppo Greg Lisher (chitarra solista) e durante le registrazioni del secondo album Chris Pedersen (batteria).
Il secondo album II & III amplia le influenze musicali includendo country, bluegrass, psichedelia e musica indiana.
Nel terzo Camper Van Beethoven, disco sperimentale e fortemente psichedelico, suona in più brani il musicista ed arrangiatore Eugene Chadbourne.
Nel 1987 abbandona il gruppo Chris Molla, gli altri componenti si trasferiscono a San Francisco e firmano per la Virgin Records. Il primo disco è Our Beloved Revolutionary Sweetheart del 1988, vengono smussate le sperimentazioni dei dischi precedenti per focalizzarsi maggiormente sulle parti cantate e le melodie, l'album gode di passaggi su MTV e ottiene un modesto successo commerciale.
Ma durante il tour successivo si incrina il rapporto con Jonathan Segel che lascia poco prima delle registrazioni di Key Lime Pie, che vede il violinista Don Lax al suo posto. Le influenze maggiori del disco provengono dal country rock e dal folk, con uso frequente della pedal steel guitar. Per il tour successivo del 1990 si unisce al gruppo David Immerglück. Proprio durante un concerto di questo tour, a Örebro, le tensioni tra i componenti si acuiscono e portando il gruppo allo scioglimento.
Nel 1999 Lowery, Segel e Krummenacher si ritrovano per le registrazioni di un album di rarità. Successivamente anche Lisher si unisce al gruppo e con Frank Funaro e il tastierista Kenny Margolis registrano Tusk, che non è altro che l'omonimo album dei Fleetwood Mac rielaborato dal gruppo.
Nel 2004 pubblicano New Roman Times, concept album ambientato in un mondo surreale e che vede l'ascesa ed il declino di un giovane texano.

## Discografia

### Studio album
- Telephone Free Landslide Victory (1985)
- II & III (1986)
- Camper Van Beethoven (1986)
- Our Beloved Revolutionary Sweetheart (1988)
- Key Lime Pie (1989)
- Tusk (2002)
- New Roman Times (2004)
- La Costa Perdida (2013)
- El Camino Real (2014)

### EP e singoli
- Take the Skinheads Bowling (1986)
- Vampire Can Mating Oven (1987)
- Turquoise Jewelry (1988)
- Pictures of Matchstick Men' (1990)
- The History of Utah (live) (2004) – singolo con i Calexico

### Album dal vivo
- In the Mouth of the Crocodile - Live in Seattle (2004) – live album
- Discotheque CVB: Live In Chicago (2005) – live EP

### Raccolte
- Camper Vantiquities (1993) – rarità
- Camper Van Beethoven Is Dead. Long Live Camper Van Beethoven (2000) – rarità
- Cigarettes & Carrot Juice: The Santa Cruz Years (2002) – box-set
- Popular Songs of Great Enduring Strength and Beauty (2008) – greatest hits

### Compilation con artisti vari
- Look at All the Love We Found (2005) – tribute album ai Sublime
- The Sandinista! Project (2007) - tribute album ai The Clash